# Прапор Мекленбургу-Передньої Померанії
Цивільний прапор, який є символом землі Мекленбург-Передня Померанія, Німеччина, складається з п'яти горизонтальних смуг, розташованих зверху вниз: синьої (ультрамарин), білої, жовтої, білої та червоної (кіноваровий). Він був розроблений Норбертом Буске і прийнятий 29 січня 1991 року. Це поєднання історичних прапорів Мекленбургу та Передньої Померанії.

## Дизайн
Цивільний прапор складається з п'яти горизонтальних смуг, які йдуть зверху вниз: синьої (ультрамарин), білої, жовтої, білої та червоної (киновар). Пропорції смуг дорівнюють 4:3:1:3:4. Співвідношення висоти прапора до його ширини дорівнює 3:5. Кольори поєднані з прапорів двох історичних регіонів країни, синьо-білого прапора Передньої Померанії та синьо-жовто-червоного прапора Мекленбургу.
Державний прапор має аналогічне оформлення, у центрі якого додатково розміщені два знаки з герба землі. Вона включає чорну голову бика з білими рогами в жовтій короні, розміщену зліва, і червоного грифона з жовтим дзьобом і кігтями, розміщений праворуч. Частина жовтої смуги позаду них замінюється білим фоном.
| колір    | CMYK        | HKS | RAL      |
| -------- | ----------- | --- | -------- |
| Синій    | 100/70/0/0  | 43  | RAL 5002 |
| Жовтий   | 0/0/100/0   | 3   | RAL 1021 |
| Червоний | 0/100/100/0 | 13  | RAL 3020 |

## Історія

### Мекленбург

Прапор Мекленбургу, який використовувався між 1813 і 1952 роками.

26 березня 1813 року за наказом великого герцога Фрідріха Франца I Велике герцогство Мекленбург-Шверін був прийнятий прапор, який складався з трьох горизонтальних смуг однакової ширини: синьої, жовтої та червоної. Синій колір представляв історичне графство Росток, жовтий колір — Мекленбург, а червоний колір — історичне графство Шверін.

Цивільний прапор Великого герцогства Мекленбург-Шверін.

24 березня 1855 року Велике Герцогство Мекленбург-Шверін заснувало свій цивільний прапор, який складався з трьох горизонтальних смуг однакової ширини: синьої, білої та червоної. Такий дизайн використовувався як прапор міста Росток у Мекленбурзі з 14 століття.
23 грудня 1863 року Велике герцогство Мекленбург-Шверін прийняло протокол про прапор, підтверджуючи синьо-жовто-червоний прапор, а 4 січня 1864 року Велике герцогство Мекленбург-Стреліц зробило те саме, прийнявши ідентичний прапор. Обидві держави існували до 1918 року, коли їх замінили Вільна держава Мекленбург-Шверін і Вільна держава Мекленбург-Стреліц. У 1934 році вони були об'єднані в Гау Мекленбург. Синьо-жовто-блакитний прапор використовувався до 1935 року, коли нацистська Німеччина заборонила своїм провінціям використовувати власні прапори, наказавши їм замінити їх державним прапором.
Прапор було відновлено в 1947 році як символ землі Мекленбург, яка існувала до 1952 року.

### Передня Померанія

Прапор провінції Померанія, Пруссія, який використовувався з 1882 по 1935 рік.

У 1802 році тимчасовим представникам Ордену в Раді Королівства Пруссії під правлінням короля Пруссії Фрідріха Вільгельма III було наказано носити сині шинелі на додаток до парадних мундирів. Щоб відрізнити представників різних провінцій, комірам шинелей присвоювали різні кольори. Спочатку представники провінції Померанія мали біло-золоті (жовті) комірці. У 1813 році представники Померанії отримали повністю білі комірці. Крім того, солдати формувань Поморського ландверу отримали синю форму з білими комірцями. Кольори такого дизайну стали асоціюватися з кольорами провінції. 22 жовтня 1882 року синій і білий кольори були юридично визначені як кольори провінції, включаючи встановлення прапора. Він був розділений горизонтально на дві однакові смуги: світло-блакитну зверху і білу знизу. Його співвідношення сторін і висоти дорівнювало 2:3. Синій був офіційно визначений як берлінська лазур (темно-синій), однак він не був популярним, замість цього використовували світло-блакитний колір. Прапор використовувався до 1935 року, коли нацистська Німеччина заборонила своїм провінціям вивішувати власні прапори, наказавши їм замінити їх національним прапором.

### Тимчасовий прапор

Неофіційний прапор землі Мекленбург-Передня Померанія, який використовувався в 1990 році.

У 1990 році, до встановлення офіційного прапора, земля Мекленбург-Передня Померанія неофіційно використовувала модифікований історичний прапор Мекленбургу. Це був прямокутник, розділений горизонтально на три однакові смуги, які були зверху вниз темно-синьою, жовтою та червоною. У центрі містився історичний герб Мекленбургу у вигляді чорної голови бика з білими рогами в жовтій короні, поміщеної в жовтий герб (щит). Такий прапор було піднято перед будівлею Рейхстагу в Берліні під час святкування Дня німецької єдності 3 жовтня 1990 року.

### Офіційний прапор
Офіційний нинішній прапор землі був прийнятий 29 січня 1991 року. Він був розроблений Норбертом Буске. Кольори прапора поєднані з прапорів двох історичних регіонів країни, синьо-білого прапора Передньої Померанії та синьо-жовто-червоного прапора Мекленбургу.

## Прапори історичних регіонів
У 1996 році історичним регіонам Мекленбург і Передня Померанія було надано офіційний статус у складі землі Мекленбург-Передня Померанія, Німеччина. Прапор Передньої Померанії складається з двох горизонтальних смуг однакової ширини: синьої та білої. Прапор Мекленбургу складається з трьох горизонтальних смуг однакової ширини: синьої, жовтої та червоної. Обидва прапори мають співвідношення висоти до ширини 3:5.